# Un Mundo Sin... videojuegos
Un Mundo Sin... videojuegos (英語: A World Without... videogame, 日本語: ...がない世界:ゲーム) は、Pathfinders Studio S.R.L.によって販売されているコンピューターゲームである。
元々はNaisekaiのUn Mundo Sinである。
|  |  | この項目は、まだ閲覧者の調べものの参照としては役立たない、コンピュータゲームに関連した書きかけの項目です。この項目を加筆・訂正などしてくださる協力者を求めています（P:コンピュータゲーム/PJ:コンピュータゲーム）。 |